# Thamnosophis stumpffi
Espèce
Synonymes
- Dromicus stumpffi Boettger, 1881
- Liophidium gracile Mocquard, 1908
- Liopholidophis stumpffi (Boettger, 1881)

Statut de conservation UICN

 VU B1ab(iii) : Vulnérable
Thamnosophis stumpffi est une espèce de serpents de la famille des Lamprophiidae. 

## Répartition
Cette espèce est endémique de Madagascar.

## Description

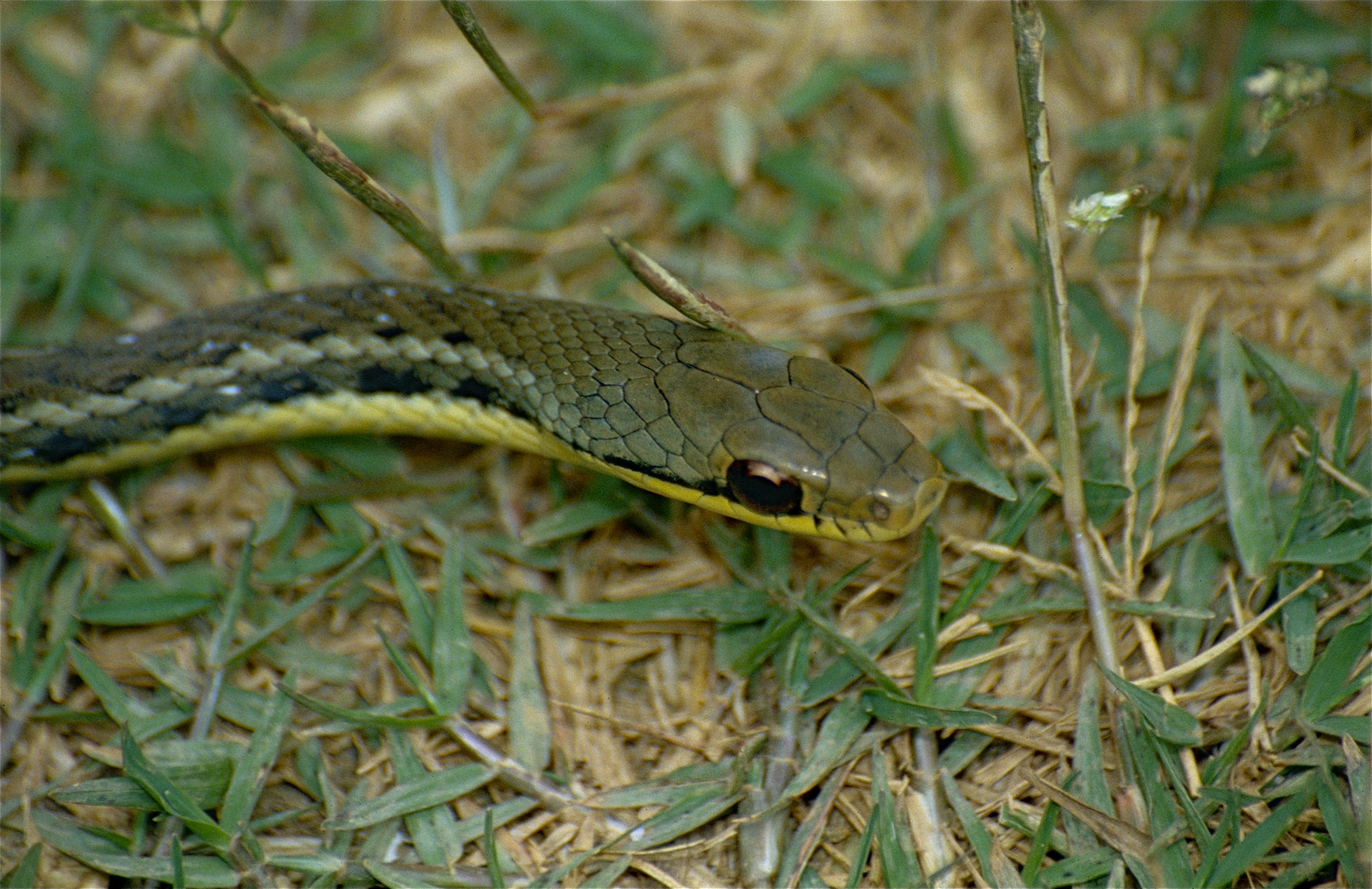

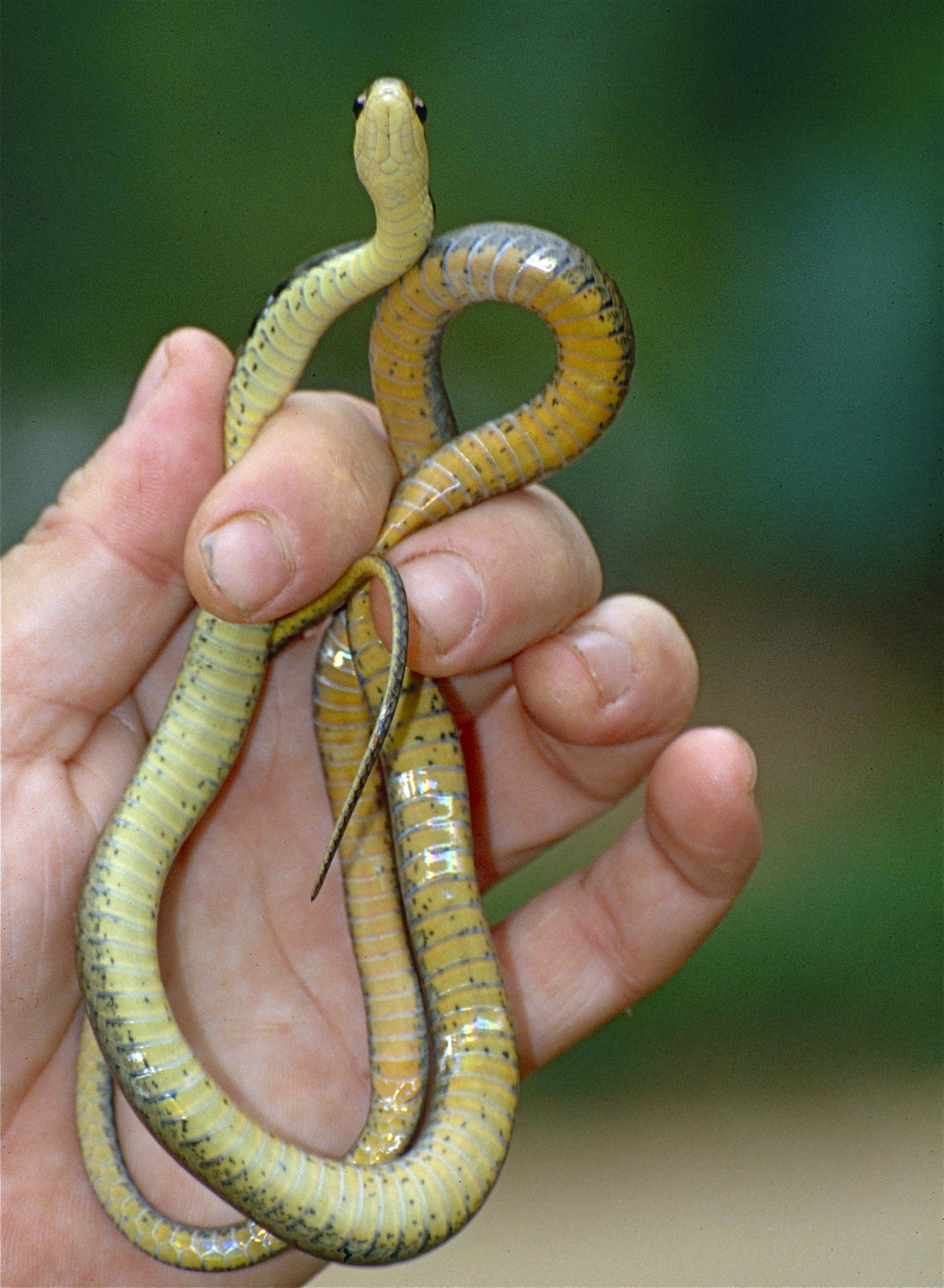

Dans sa description Boettger indique que les spécimens en sa possession mesurent environ 75 cm dont 24 cm pour la queue.

## Étymologie
Cette espèce est nommée en l'honneur d'Antonio Stumpff.

## Publication originale
- Boettger, 1881 : Diagnoses reptilium et batrachiorum novorum ab ill. Antonio Stumpff in insula Nossi-Bé Madagascariensi lectorum. Zoologischer Anzeiger, vol. 4, p. 358-362 (texte intégral).